# Zwei rote Rosen
Zwei rote Rosen ist ein deutscher Stummfilm aus dem Jahre 1928 von Robert Land mit Liane Haid in der Hauptrolle.

## Handlung
„Zwei rote Rosen“, so heißt der neueste Schlagererfolg aus der Feder des Komponisten Ernst Ritter. Dieser Gassenhauer macht den einstigen Hungerkünstler zu einem gemachten Mann. Nun glaubt er, endlich Chancen bei seinem Schwarm zu haben, der reizenden Friedel Schulze aus dem eleganten Blumengeschäft von nebenan. Die hat sich jedoch dem verwöhnten Hans Eriksen zugewandt, von Beruf Sohn eines vermögenden Industriellen. Diese finanziell schwergewichtige Konkurrenz war für „Rosen“-Ritter bislang eine Nummer zu groß. Doch auch Hans ist nicht unbedingt auf Rosen gebettet: Dem Vater gefällt nicht Hansens Auswahl, die ihm nicht standesgemäß erscheint. Der alte Eriksen möchte lieber, dass sein Filius Lilli Bergen, die grazile Tochter eines nicht minder vermögenden Geschäftsfreundes, heiratet. Doch Hans hat seinen eigenen Kopf und versucht sich auf eigene Füße zu stellen, um nunmehr vom Vater unabhängig zu sein und zu heiraten, wen er will.
Dies ist für den jungen Genießer leichter gesagt als getan. Um seine junge Ehefrau Friedel versorgen zu können, muss sich Hans Eriksen etwas einfallen lassen, denn sehr viel mehr als fechten, Bridge spielen, reiten und tanzen kann der bislang verwöhnte Millionärssohn nicht. Er versucht daher sein Glück als Eintänzer in einer Nachtbar, in der nun ausgerechnet „Zwei rote Rosen“ rauf und runter gespielt wird, auch in Anwesenheit des Schöpfers dieser Melodie, der hier am Klavier spielt. Friedel, die sich an selbem Ort als Sängerin versucht, erkennt allmählich, dass Hans die Kraft fehlen wird, unabhängig von der Brieftasche des Vaters ein glückliches und erfülltes Leben zu führen, und gibt ihn daher frei. Sie führt Hans und Lilli zusammen, die wie füreinander geschaffen zu sein scheinen. Jetzt erkennt auch Friedel, dass sie als Blumenmädchen perfekt zu ihrem „Rosen“-Kavalier passen würde, und außerdem ist Ernst Ritter seit seiner Erfolgskomposition ebenfalls recht vermögend. Zum wohltemperierten Abschluss der heiteren Filmromanze gibt es dementsprechend gleich zwei glückliche Paare.

## Produktionsnotizen
Zwei rote Rosen entstand im Frühjahr 1928, passierte die Filmzensur am 3. Mai desselben Jahres und wurde am 1. August 1928 in Capitol-Kino uraufgeführt. Der mit Jugendverbot belegte Siebenakter besaß eine Länge von 2189 Meter. In Österreich wurde der Film unter dem Titel Zwei rote Rosen – ein zarter Kuß gezeigt.
Eugen Kürschner übernahm die Produktionsleitung, Fritz Brunn die Aufnahmeleitung. Die Filmbauten gestaltete Andrej Andrejew.

## Kritiken
Im Kino-Journal hieß es: “Ein Film von Robert Land, der mit vielen Einfällen und einer ausgezeichneten Kenntnis der Wünsche des Publikums die wirksame Handlung inszeniert hat. Dramatisch, sentimental, humorvoll, dazu eine große und gefällige Aufmachung, sympathische Darstellung und viele Publikumslieblinge … .”
Das Tagblatt befand: “Liane Haid spielt das entzückende Blumenmädel mit all ihrer bezaubernden Natürlichkeit und Schalkhaftigkeit, vortrefflich von ihren Partnern Harry Halm und Oskar Marion im glänzenden Zusammenspiel unterstützt.”